# Ruta 45 (Bolivien)
Die Ruta 45 ist eine Nationalstraße im südamerikanischen Andenstaat Bolivien.

## Streckenführung
Die Straße hat eine Länge von 92 Kilometern und führt durch die nordöstlichen Ausläufer der Cordillera de Lípez.
Die Ruta 45 verläuft von Norden nach Süden im Südteil des Departamento Tarija und ist ein Abzweig von der Ruta 1, die hier im Süden Boliviens von Tarija über Padcaya nach Bermejo führt. Die Ruta 45 beginnt siebzehn Kilometer südöstlich von Tarija und verläuft dann parallel zur Ruta 1 über weite Strecken entlang des Río Camacho, sie endet an der argentinischen Grenze bei der Ortschaft Mecoya.
Die Ruta 45 ist von Norden bis nach Cañas asphaltiert, die restlichen 40 Kilometer bis Mecoya sind weitgehend Schotter- und Erdpiste.

## Geschichte
Die Straße ist mit Ley 3382 vom 17. April 2006 zum Bestandteil des bolivianischen Nationalstraßennetzes "Red Vial Fundamental" erklärt worden.

## Streckenabschnitte im Departamento Tarija

### Provinz José María Aviléz
- km 000: Cruce Concepción
- km 006: Valle de Concepción
- km 020: Chocloca
- km 030: Juntas

### Provinz Aniceto Arce
- km 043: Chaguaya
- km 047: Abra de San Miguel
- km 052: Cañas
- km 092: Mecoya